# Saint-Contest
 Saint-Contest  es una población y comuna francesa, situada en la región de Baja Normandía, departamento de Calvados, en el distrito de Caen y cantón de Caen-2.

## Demografía
| 647 | 766 | 810 | 1100 | 1541 | 1989 | 2659 |
| Para los censos de 1962 a 1999 la población legal corresponde a la población sin duplicidades (Fuente: INSEE [Consultar]) |     |     |      |      |      |      |